# ليتل فاير
ليتل فاير (بالإنجليزية: Little Fire)‏ هو كاتب أغاني بريطاني، ولد في 5 ديسمبر 1985.